# Ветлівська сільська рада
Ветлівська сільська рада — колишня адміністративно-територіальна одиниця та орган місцевого самоврядування Любешівського району Волинської області. До сільської ради входило лише одне село — Ветли.
Припинила існування 30 листопада 2017 року через об'єднання в Любешівську селищну громаду Волинської області. Натомість утворено Ветлівський старостинський округ при Любешівській селищній громаді.

## Склад ради
Сільська рада складалась з 16 депутатів та голови. Склад ради: 12 депутатів (75.00 %) — самовисуванці, троє депутатів (18.75 %) — від Комуністичної партії України та ще один депутат (6.25 %) — від Народної партії. 
Голова сільради — Павлік Любов Адамівна, член КПУ, 1971 року народження, вік — 54 роки, обрана у 2006 році від ВО «Батьківщина» та переобрана на місцевих виборах 31 жовтня 2010 вже від КПУ. 

### Керівний склад ради
| ПІБ                   | Основні відомості                                                                      | Дата обрання | Дата звільнення |
| --------------------- | -------------------------------------------------------------------------------------- | ------------ | --------------- |
| Павлік Любов Адамівна | Сільський голова, 1971 року народження, освіта, Всеукраїнське об'єднання «Батьківщина» | 26.03.2006   | 31.10.2010      |
| Павлік Любов Адамівна | Сільський голова, 1971 року народження, освіта вища, член Комуністичної партії України | 31.10.2010   |                 |

Примітка: таблиця складена за даними джерела

## Демографія
| Село  | 2012 рік | 2001 рік | 1989 рік |
| ----- | -------- | -------- | -------- |
| Ветли | 1 755    | 1 826    | 1 700    |

## Географія
Сільська рада розташована в північній — прикордонній частині Любешівського району. Належить до історично-культурного регіону — Полісся.
Північна межа сільради є державним кордоном з Білоруссю (Берестейська область). На півдні та заході межує з Великоглушанською, на південному сході — з Бірківською та на сході — з Гірківською сільськими радами.
Територія ради в південній частині належить до басейну найбільшої правої притоки Дніпра — річки Прип'ять. Село Ветли розташоване на її лівому (північному) березі. Долина річки сильно заболочена, в північній частині менш заболоченій — мішані ліси. Територією сільської ради проходить вододіл поміж Балтійським та Чорним морями. Є низка озер: Біле, Рогізне, Тучне, Плотиче та Луке з яких витікають меліоративні канали до Дніпро-Бузького судноплавного каналу, що несе свої води до Західного Бугу. 
Сільрада лежить обабіч від магістральних шляхів, через село проходить територіальний автошлях Т 0304. Найближча залізнична станція, кінцева на своїй гілці — Камінь-Каширський за 30 км навпростець на південь та за 40 км автомобільними шляхами. 

## Населення
Згідно з переписом УРСР 1989 року чисельність наявного населення сільської ради становила 1778 осіб, з яких 874 чоловіки та 904 жінки.
За переписом населення України 2001 року в сільській раді мешкало 1814 осіб.

### Мова
Розподіл населення за рідною мовою за даними перепису 2001 року:
| Мова       | Відсоток |
| ---------- | -------- |
| українська | 98,63 %  |
| білоруська | 0,66 %   |
| російська  | 0,66 %   |